# Canton de Saint-Rémy-sur-Durolle
Le canton de Saint-Rémy-sur-Durolle est une ancienne division administrative française située dans le département du Puy-de-Dôme et la région Auvergne. Il a été supprimé en 2015 à la suite du redécoupage cantonal de 2014.

## Géographie
Ce canton est organisé autour de Saint-Rémy-sur-Durolle dans l'arrondissement de Thiers. Son altitude varie de 319 m (Saint-Victor-Montvianeix) à 1 287 m (Arconsat) pour une altitude moyenne de 677 m.

## Histoire
- De 1833 à 1848, les cantons de Châteldon et de Saint-Rémy-sur-Durolle avaient le même conseiller général. Le nombre de conseillers généraux était limité à 30 par département.
- Les redécoupages des arrondissements intervenus en 1926 et 1942 n'ont pas affecté le canton de Saint-Rémy-sur-Durolle.
- Le canton a été supprimé à la suite du redécoupage des cantons du Puy-de-Dôme, appliqué le 25 février 2014 par décret. Les 8 communes intègrent le canton de Thiers[1].

## Représentation

### Conseillers généraux de 1833 à 2015
| Période | Période      | Identité                             | Étiquette                       | Qualité |
| ------- | ------------ | ------------------------------------ | ------------------------------- | --- |
| 1833    | 1842         | Jacques Chomette (1791-1848)         |                                 | Notaire |
| 1842    | 1848         |                                      |                                 | |
| 1848    | 1852         | Barthélemy de Riberolles (1787-1859) | Libéral                         | Conseiller maître à la Cour des Comptes Propriétaire à Arconsat Député (1827-1830)                                     |
| 1852    | 1863         | Charles Benoît Marcland (1797-1880)  |                                 | Avocat, maire de Saint-Rémy-sur-Durolle                                                                                |
| 1863    | 1880         | Prosper Brugière de Barante          | Centre gauche puis Centre droit | Diplomate, ancien Préfet Député (1869-1876) Sénateur (1876-1882)                                                       |
| 1880    | 1884 (décès) | Jacques Chaleil                      | Républicain                     | Directeur de l’École des arts et métiers de Clermont-Ferrand                                                           |
| 1884    | 1897 (décès) | Rémy Béchon-Morel                    | Républicain                     | Fabricant de coutellerie Maire de Saint-Rémy-sur-Durolle                                                               |
| 1898    | 1904         | Noël Béchon                          | Républicain Progressiste        | Maire de Saint-Rémy-sur-Durolle                                                                                        |
| 1904    | 1919         | Jean-Eugène Boudet                   | Rad.                            | Notaire Maire de Chabreloche (1893-1925)                                                                               |
| 1919    | 1929 (décès) | Noël Béchon                          | PRS                             | Maire de Saint-Rémy-sur-Durolle                                                                                        |
| 1929    | 1934         | Jacques Roddier                      | SFIO                            | Docteur en médecine, maire de Saint-Rémy-sur-Durolle                                                                   |
| 1934    | 1940         | Jean Barges                          | SFIO                            | Artisan Ancien Maire de Celles-sur-Durolle, conseiller d'arrondissement                                                |
|         |              |                                      |                                 | |
| 1942    | 1945         | Émile Cotte                          | Rad.                            | Coutellier Maire de Chabreloche (1930-1944), conseiller d'arrondissement Nommé conseiller départemental en 1942        |
|         |              |                                      |                                 | |
| 1945    | 1949         | Antoine Couperier                    | SFIO                            | Industriel Maire de Saint-Rémy-sur-Durolle                                                                             |
| 1949    | 1955         | Louis Courtadon                      | RGR                             | Médecin, maire de Saint-Rémy-sur-Durolle                                                                               |
| 1955    | 1967         | Antoine Couperier                    | SFIO                            | Industriel Maire de Saint-Rémy-sur-Durolle                                                                             |
| 1967    | 1979 (décès) | Yves Barnérias (1920-1979)           | FGDS puis PS                    | Maire de Celles-sur-Durolle                                                                                            |
| 1979    | 1992         | André Pérufel                        | PS                              | Artisan coutellier Maire de La Monnerie-le-Montel                                                                      |
| 1992    | 2011         | Jean-Jacques Bournel                 | PS                              | Maire de Celles-sur-Durolle                                                                                            |
| 2011    | 2015         | Olivier Chambon                      | PS                              | Attaché territorial Maire de Celles-sur-Durolle Vice-président du Conseil général Elu en 2015 dans le Canton de Thiers |

### Conseillers d'arrondissement (de 1833 à 1940)
Le canton de Saint-Rémy-sur-Durolle avait deux conseillers d'arrondissement à partir de 1852.
| Période                                  | Période           | Identité                                             | Étiquette         | Qualité |
| ---------------------------------------- | ----------------- | ---------------------------------------------------- | ----------------- | --- |
| 1833                                     | 1842              | Louis Léandre Delotz (1781-1849)                     |                   | Notaire, juge de paix, maire de Celles-sur-Durolle                                                          |
| 1842                                     | 1848              | Pierre Riberolles-Landrecy                           |                   | Propriétaire à Arconsat                                                                                     |
| 1848                                     | 1864              | Adolphe Vidal de Ronat                               |                   | Vice-Président du Tribunal civil du Puy (Haute-Loire)                                                       |
| 1852                                     | 1864              | Alphonse Tourraud                                    |                   | Avocat, adjoint au maire de Thiers                                                                          |
| 1864                                     | 1869              | Claude-André Lalias                                  |                   | Propriétaire, maire de Saint-Rémy-sur-Durolle                                                               |
| 1864                                     | 1880              | Jean-Marie-François-Aimé Dauphant-Cornet (1834-1901) |                   | Propriétaire à Saint-Rémy-sur-Durolle                                                                       |
| 1869                                     | 1871              | Blaise Beaujeu-Lalias                                |                   | Propriétaire à Saint-Rémy-sur-Durolle, lieutenant de louveterie                                             |
| 1871                                     | 1881              | Blaise Fauvelles                                     |                   | Négociant, maire de Celles-sur-Durolle]                                                                     |
| 1880                                     | 1884 (décès)      | Antoine Fafournoux                                   |                   | Receveur municipal de Thiers, maire de Saint-Rémy-sur-Durolle                                               |
| 1881                                     | 1892              | Blaise Beaujeu-Lalias                                |                   | Propriétaire, adjoint au maire de Saint-Rémy-sur-Durolle, lieutenant de louveterie                          |
| 10 août 1884                             | 1897 (annulation) | Antoine Maillé                                       |                   | Maitre d'hôtel, maire de Celles-sur-Durolle                                                                 |
| 1892                                     | 1897 (décès)      | Blaise Brissay (1829-1897)                           |                   | Maire d'Arconsat                                                                                            |
| 4 juil. 1897                             | 1907              | Hugues Archimbaud                                    |                   | Adjoint au maire de Celles-sur-Durolle                                                                      |
| 3 oct. 1897                              | 1907              | Gilbert Bigay                                        |                   | Marchand de vins à Saint-Victor-Montvianeix                                                                 |
| 1907                                     | 1913              | Étienne Collonge                                     | Radical           | Maire de Chabreloche                                                                                        |
| 1907                                     | 1913              | Jean Bonjean                                         | Radical           | Négociant à Saint-Victor-Montvianeix                                                                        |
| 1913                                     | 1931              | Jean Regef (1861-1949)                               | SFIO              | Maire d'Arconsat (1920-1925)                                                                                |
| 1913                                     | 1919              | Louis Delaire                                        |                   | Entrepreneur à Saint-Rémy-sur-Durolle                                                                       |
| 1919                                     | 1940              | Philippe Delignères (1875-1958)                      | SFIO puis Radical | Maire de Celles-sur-Durolle (1919-1944)                                                                     |
| 1931                                     | 1934              | Jean Barges                                          | SFIO              | Artisan Ancien Maire de Celles-sur-Durolle                                                                  |
| 1934                                     | 1940              | Émile Cotte                                          | Radical           | Coutellier, maire de Chabreloche (1930-1944)                                                                |
| 1940                                     |                   |                                                      |                   | Les conseils d'arrondissement ont été suspendus par la loi du 12 octobre 1940 et n'ont jamais été réactivés |
| Les données manquantes sont à compléter. |                   |                                                      |                   | |

## Composition
Le canton de Saint-Rémy-sur-Durolle groupait 8 communes et comptait 8 820 habitants en 2012 (population municipale).
| Nom                                | Code Insee | Intercommunalité           | Population (dernière pop. légale) |
| ---------------------------------- | ---------- | -------------------------- | --------------------------------- |
| Saint-Rémy-sur-Durolle (chef-lieu) | 63393      | CC Thiers Dore et Montagne | 1 766 (2014)                      |
| Arconsat                           | 63008      | CC Thiers Dore et Montagne | 614 (2014)                        |
| Celles-sur-Durolle                 | 63066      | CC Thiers Dore et Montagne | 1 755 (2014)                      |
| Chabreloche                        | 63072      | CC Thiers Dore et Montagne | 1 235 (2014)                      |
| La Monnerie-le-Montel              | 63231      | CC Thiers Dore et Montagne | 1 786 (2014)                      |
| Palladuc                           | 63267      | CC Thiers Dore et Montagne | 555 (2014)                        |
| Saint-Victor-Montvianeix           | 63402      | CC Thiers Dore et Montagne | 242 (2014)                        |
| Viscomtat                          | 63463      | CC Thiers Dore et Montagne | 544 (2014)                        |

## Démographie
| 1962   | 1968   | 1975   | 1982   | 1990   | 1999  | 2006  | 2011  | 2012  |
| ------ | ------ | ------ | ------ | ------ | ----- | ----- | ----- | ----- |
| 10 819 | 11 065 | 10 796 | 10 610 | 10 280 | 9 571 | 9 081 | 8 984 | 8 820 |